# Lilian Serpas
Lilian Serpas Gutiérrez (Jucuapa, 24 de marzo de 1905-San Salvador, 10 de octubre de 1985) fue una poetisa y periodista salvadoreña.

## Trayectoria
Serpas quedó huérfana de padre a los tres años. Su hogar, sin embargo, dirigido por su madre, Josefa de los Ángeles Gutiérrez, originaria de la ciudad de Jucuapa, fue sede de tertulias literarias a las que asistía Francisco Gavidia, quien prologó uno de sus libros: En el zafir de un ala milagrosa, editado con el título Nácar (1929). [cita requerida]
Trabajó como colaboradora de la revista Pareceres y en la radio A.Q.M.. Asimismo, pasó una época en los Estados Unidos en la ciudad de San Francisco (1930 -  1938),   donde colaboró con la revista Sequoia de la Stanford University. De regreso a El Salvador, se dedicó de lleno a trabajar para El Diario de Hoy, principalmente en la sección Pajaritas de Papel (1941). Anteriormente, en la década de 1930 contrajo matrimonio con el pintor norteamericano Thomas Jefferson Coffeen Suhl (1910-1985)Tomás Coffeen con quien tuvo tres hijos (Carlos, Fernando David y Reginaldo).
Años después, en 1970, estando afuera del país, Lilian sufrió la muerte de dos de sus hijos. El fallecimiento de Fernando le destruyó a nivel físico y mental. Retornó al país con la ayuda de amistades quienes le brindaron su apoyo en sus estados agónicos. En sus últimos años trabajó para la Dirección de Publicaciones de San Salvador. Murió en el Hospital Rosales donde días antes había sido ingresada para tratarle unas fracturas debido a una caída. Según el poeta David Escobar Galindo:

Es la primera mujer salvadoreña que cultiva una poesía de clara intención conceptual, dentro de los límites formales del post-modernismo. Su vaso favorito es el soneto.

## Publicaciones
La obra de Serpas está conformada por los siguientes poemarios:
- 1927 - Urna de ensueños (San Salvador)[6]
- 1929 - Nácar (San Salvador) [cita requerida]
- 1945 - En Meridiano de Orquídea y Niebla
- 1947 - Huésped de la eternidad (México)[7]
- 1951 - La flauta de los pétalos (México)[8]
- 1980 - Isla de Trinos (San Salvador)[9]
- 1981 - Gírofonía de las estrellas: poesía[10]

### Fragmento de su poesía
LA MARIPOSA

En el jardín de plenilunio lleno
su tríptico de pétalos se posa,
con la fijeza de una mariposa
que congelara en flor su desenfreno.

Tiene en su cáliz de candor un pleno
aire más fino que nevada rosa,
y del perfume, doncellez premiosa,
la suave gala de blancor sereno.

De LA FLAUTA DE LOS PÉTALOS, México, 1951.

### En la literatura
Lilian Serpas aparece junto a su hijo Carlos Coffen Serpas en la novela de Roberto Bolaño Amuleto (1999), apareciendo en el Café La Habana de Ciudad de México, donde de verdad estuvo la poeta durante la década de 1970.